# Хоровиц, Скотт
Скотт Джей «Док» Хо́ровиц (англ. Scott Jay 'Doc' Horowitz; род. 1957) — астронавт НАСА. Совершил четыре космических полёта на шаттлах: STS-75 (1996, «Колумбия»), STS-82 (1997, «Дискавери»), STS-101 (2000, «Атлантис») и STS-105 (2001, «Дискавери»), полковник ВВС США.

## Личные данные и образование

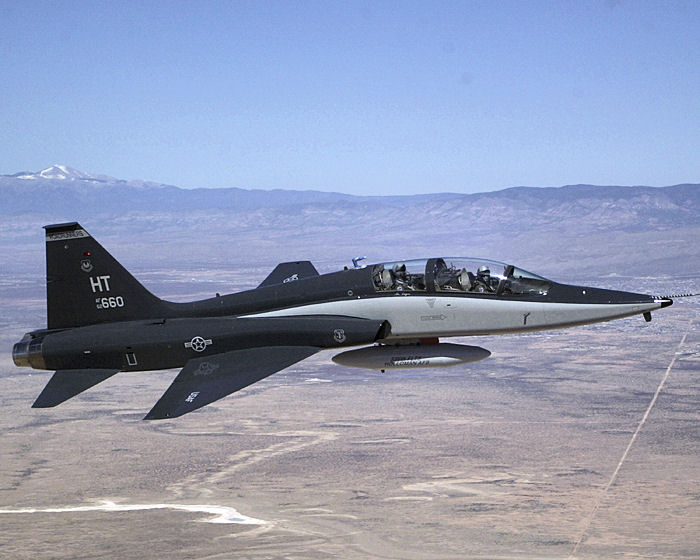
Самолёт T-38 Talon в полёте.

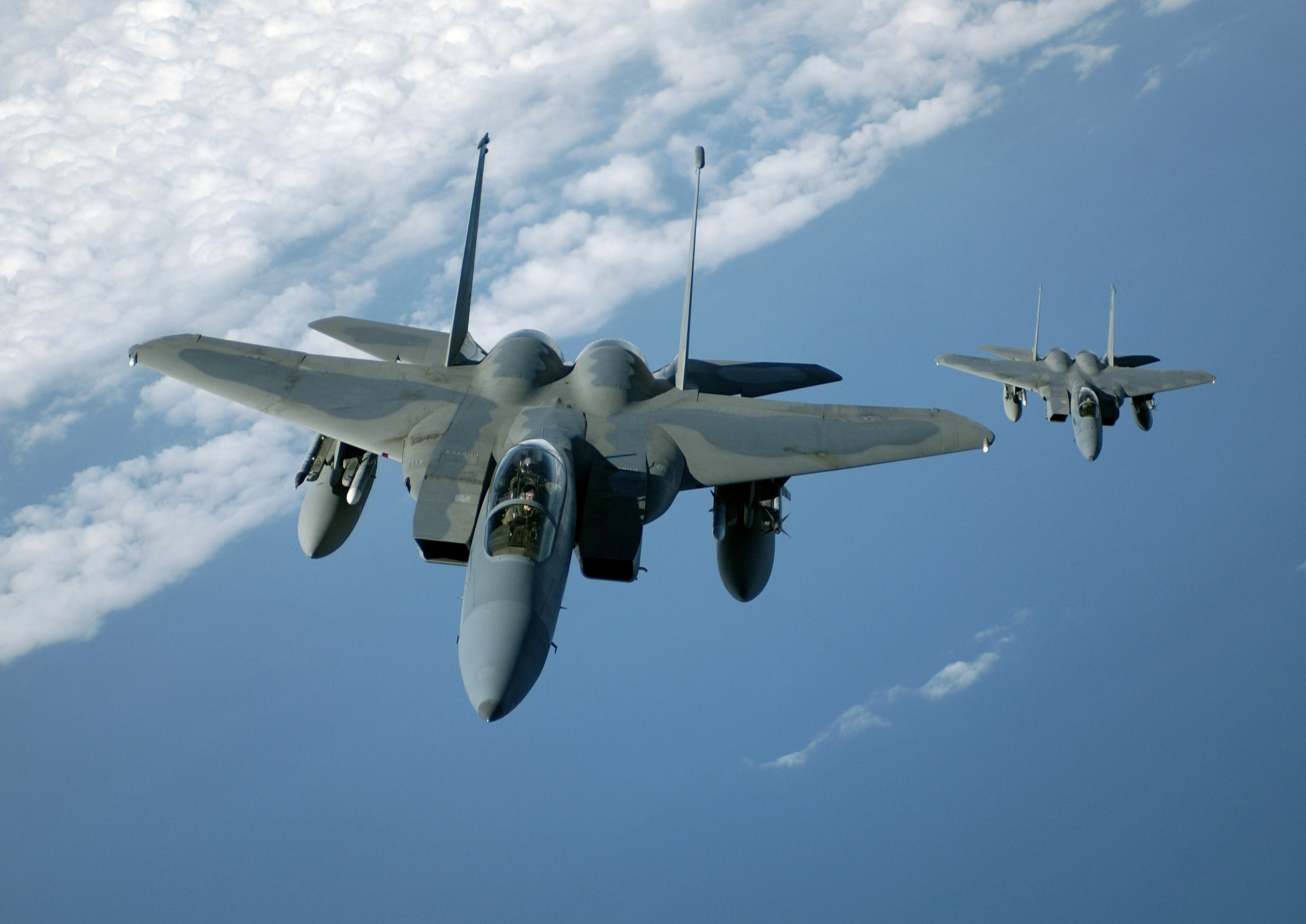
Самолёт F-15 в полёте.

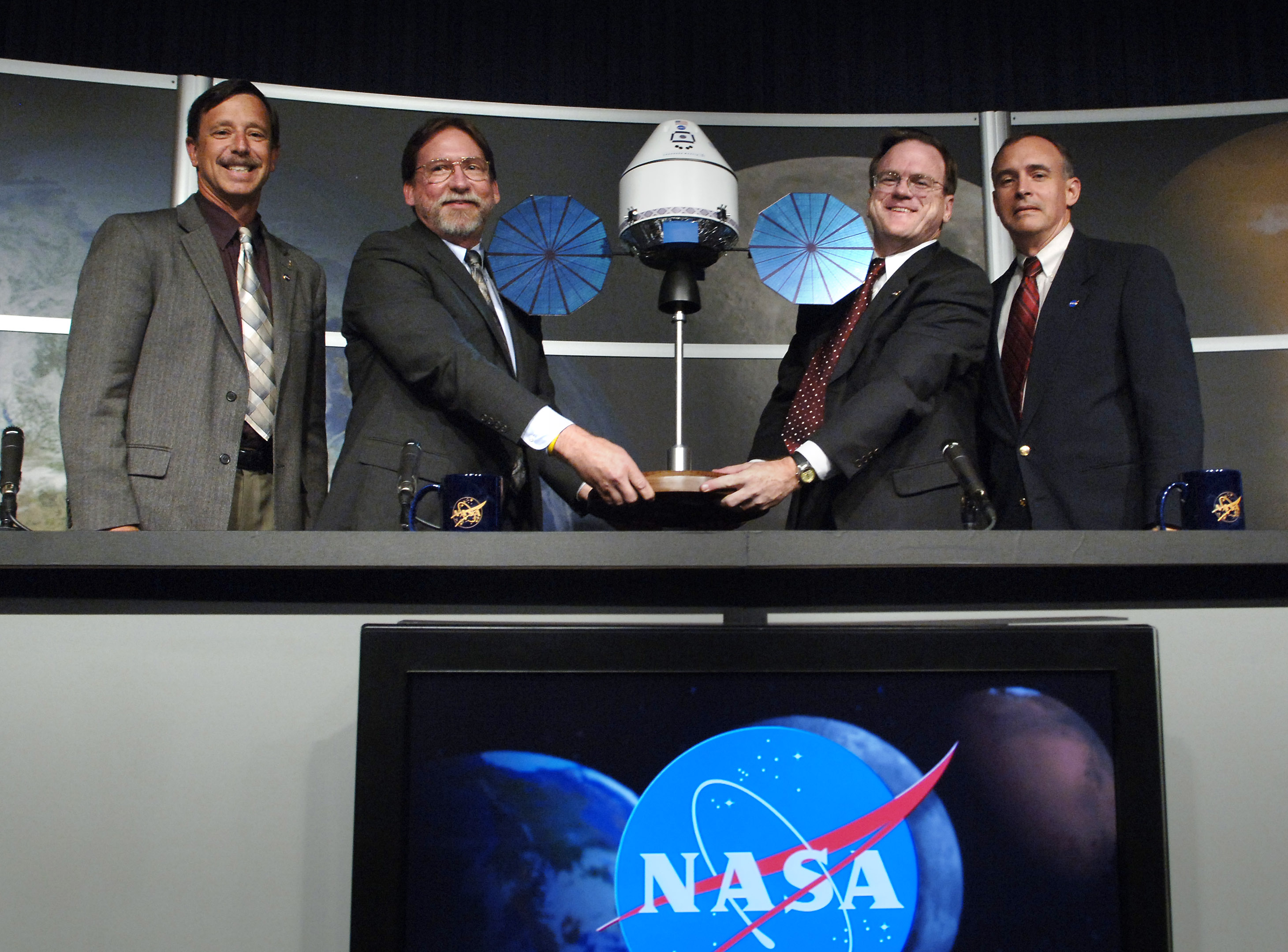
Учёные-создатели Ориона, Хоровиц слева.

Скотт Хоровиц родился в еврейской семье 24 марта 1957 года в городе Филадельфия, штат Пенсильвания. В 1974 году окончил среднюю школу в городе Ньюбери-Парк, штат Калифорния. В 1978 году получил степень бакалавра в области машиностроения в Университете штата Калифорния, в городе Нортридж. В Технологическом институте Джорджии получил степени в области авиакосмической техники: в 1979 году — магистра, а в 1982 году — Ph. D..
Женат на Лизе Мари Керн, у них один ребёнок. Он увлечён: проектированием, постройкой и полётами на самодельных самолётах, восстановлением автомобилей, интересной работой и софтболом. Его отец, Сеймур В. Хоровиц, проживает в городе Саусенд-Оукс, штат Калифорния. Его мать, Айрис Д. Честер, проживает в городе Санта-Моника, штат Калифорния. Её родители, Фрэнк и Джоан Экер, проживают в Бриарвуде, штат Нью-Йорк..

## До НАСА
После окончания института в 1982 году, Хоровиц работал научным сотрудником в авиастроительной компании «Локхид» в штате Джорджия, где он занимался исследованиями аэрокосмической техники. В 1983 году он окончил бакалавриат в Школе лётчиков на авиабазе Уильямс, штат Аризона. С 1984 по 1987 год он летал на самолётах T-38 Talon, выполнял обязанности пилота-инструктора и выполнял научные исследования. Следующие два года был лётчиком-истребителем на самолётах F-15 Eagle на авиабазе «Хитбург» в Германии. В 1990 году Скотт начал обучение в Школе лётчиков-испытателей ВВС США на авиабазе «Эдвардс» в Калифорнии, был оставлен служить на этой же авиабазе. Кроме того, с 1985 по 1989 был адъюнкт-профессором в Аэрокосмическом Университете Эмбри-Риддл, где прошёл обучение в аспирантуре по конструкции самолётов, авиационным и ракетным двигателям. В 1991 году в качестве профессора в Университете штата Калифорния во Фресно читал курсы по машиностроению, включая аспекты устойчивости и управляемости аппаратов..

## Подготовка к космическим полётам
Принимал участие в 13-м наборе НАСА. 31 марта 1992 года был зачислен в отряд НАСА в составе четырнадцатого набора, кандидатом в астронавты. С августа 1992 года стал проходить обучение по курсу Общекосмической подготовки (ОКП). По окончании курса, в июле 1993 года получил квалификацию «пилота корабля» и назначение в Офис астронавтов НАСА. Выполнял функции оператора связи и был в группе поддержи астронавтов до старта и при посадке в Центре космических исследований имени Кеннеди, штат Флорида.

## Полёты в космос
- Первый полёт — STS-75[3], шаттл «Колумбия». C 22 февраля по 9 марта 1996 года в качестве «пилота корабля». Основными задачами миссии STS-75 были выполнение экспериментов по программе TSS-1R (от англ. Tether Satellite System). Первая неудачная попытка вывести на орбиту привязной спутник TSS была предпринята в ходе миссии STS-46 в 1992 году. В этот раз спутник на тросе удалось отпустить более чем на 19 километров (однако затем он сломался и был оставлен на орбите)[4]. Так же проводились эксперименты по материаловедению и физике конденсированного состояния по программе USMP-3 (англ. United States Microgravity Payload)[5]. Продолжительность полёта составила 15 суток 17 часов 41 минуту[6].

- Второй полёт — STS-82[7], шаттл «Дискавери». C 11 по 21 февраля 1997 года в качестве «пилота корабля». Цель второго полёта к телескопу — проведение технического обслуживания и замена научных приборов на космическом телескопе имени Хаббла[8]. Продолжительность полёта составила 9 суток 23 часа 38 минут[9].

- Третий полёт — STS-101[10], шаттл «Атлантис». C 19 по 29 мая 2000 года в качестве «пилота корабля». Основной задачей миссии была доставка на Международную космическую станцию (МКС) расходуемых материалов и оборудования и ремонт электро оборудования модуля «Заря». Материалы и оборудование, доставляемое на станцию, были размещены в сдвоенном транспортном модуле «Спейсхэб», который располагался в грузовом отсеке шаттла. Во время полёта Восс выполнил один выход в открытый космос: 22 мая 2000 года — продолжительностью 6 часов 44 минут. Продолжительность полёта составила 9 суток 20 часов 10 минут[11].

- Четвёртый полёт — STS-105[12], шаттл «Дискавери». C 10 по 22 августа 2001 года в качестве командира корабля. Основным задачами STS-105 являлись доставка на Международную космическую станцию (11-й полёт шаттла к МКС[13]) третьего долговременного экипажа (МКС-3) и возвращение на Землю второго экипажа (МКС-2). Помимо этого, была осуществлены доставка расходуемых материалов[14] и дооснащение лабораторного модуля «Дестини»[15]. Продолжительность полёта составила 11 суток 21 часов 13 минуту.[16].

Общая продолжительность полётов в космос — 47 дней 10 часов 41 минута.

## После полётов
22 октября 2004 года ушёл из ВВС США, из отряда астронавтов и из НАСА. Осенью 2005 года вернулся в НАСА и был зачислен помощником директора НАСА в Директорат исследовательских систем, стал астронавтом-менеджером. 26 ноября 2007 года уволился из НАСА.

## Награды и премии
Награждён: Медаль «За космический полёт» (1996, 1997, 2000 и 2001) и многие другие.